# Kazimierz Głowniak
Kazimierz Głowniak (ur. 6 czerwca 1941 w Żakowoli Radzyńskiej, woj. lubelskie) – polski profesor nauk farmaceutycznych (spec. farmakognozja, fitochemia, lek naturalny) i psycholog, związany z Uniwersytetem Medycznym w Lublinie.

## Życiorys
Uczęszczał do szkoły podstawowej w Kąkolewnicy (3,5 km od rodzinnej wsi), a następnie Liceum Ogólnokształcące w Radzyniu Podlaskim. Po maturze (1958) studiował farmację na Wydziale Farmaceutycznym Akademii Medycznej w Lublinie, uzyskując stopień magistra w roku 1963.
Pracę zawodową rozpoczął w lubelskiej aptece, lecz wkrótce (1964) został zatrudniony na etacie asystenta naukowo-dydaktycznego w Katedrze Farmakognozji macierzystej uczelni. Równocześnie studiował na Wydziale Psychologii Katolickiego Uniwersytetu Lubelskiego. Wykonał pracę magisterską dotyczącą reakcji na placebo (1970).
W roku 1972 obronił pracę doktorską w dziedzinie nauk farmaceutycznych i otrzymał stanowisko adiunkta, które zajmował do roku 1988. Został habilitowany w roku 1989. W następnych latach kierował Katedrą i Zakładem Farmakognozji z Pracownią Roślin Leczniczych. Tytuł profesora i stanowisko profesora zwyczajnego otrzymał w roku 1998. Pełnił funkcje:
- prodziekana Wydziału Farmaceutycznego (1990–1993),
- dziekana Wydziału (1993-1999),
- prorektora AM ds. Nauki (od 1999),
- członka Senackich Komisji – ds. Współpracy z Zagranicą, ds. Inwestycji i Aparatury oraz ds. Organizacji, Rozwoju i Budżetu.

Odbył staże naukowe i zawodowe w Danii i Holandii. Nawiązał współpracę naukową z placówkami o podobnym profilu w Austrii, Chinach, Grecji, Indiach, Kanadzie, Malezji, Meksyk, Mongolii, USA,  i na Węgrzech. Wyniki swoich badań referował na 150 konferencjach naukowych (głównie zagranicznych). Był współorganizatorem 7. ogólnopolskich konferencji naukowych nt. „Zastosowanie metod chromatograficznych w badaniach fitochemicznych i biomedycznych” oraz 4. międzynarodowych sympozjów nt. „The Application of Chromatographic Methods in Phytochemical & Biomedical Analysis”.
Jest założycielem Polskiego Towarzystwa Fitochemicznego (był jego pierwszym przewodniczącym) oraz członkiem kilkunastu innych towarzystw naukowych, polskich i zagranicznych (American Society of Pharmacognosy, Gesellschaft für Arzneipflanzenforschung, Phytochemical Society of North America, Phytochemical Society of Europe, Indian Association for Cancer Research).
Należał do Podkomisji Farmakognostycznej w Komisji Farmakopei Polskiej (1998–2004) i Podkomisji Leku Naturalnego w Komisji Rejestracji Leków (1996–2003). Jest członkiem:
- Komisji Akredytacyjnej ds. Szkolenia Podyplomowego w Ministerstwie Zdrowia,
- Komisji Leku Naturalnego i Biotechnologii Komitetu Nauk o Leku PAN (od 1992),
- Komitetu Terapii i Nauk o Leku PAN (od 2003).

Pełni funkcję wiceprzewodniczącego Komitetu Nauk o Leku PAN i Komisji Nauk Medycznych Oddziału PAN w Lublinie.

## Tematyka pracy naukowej

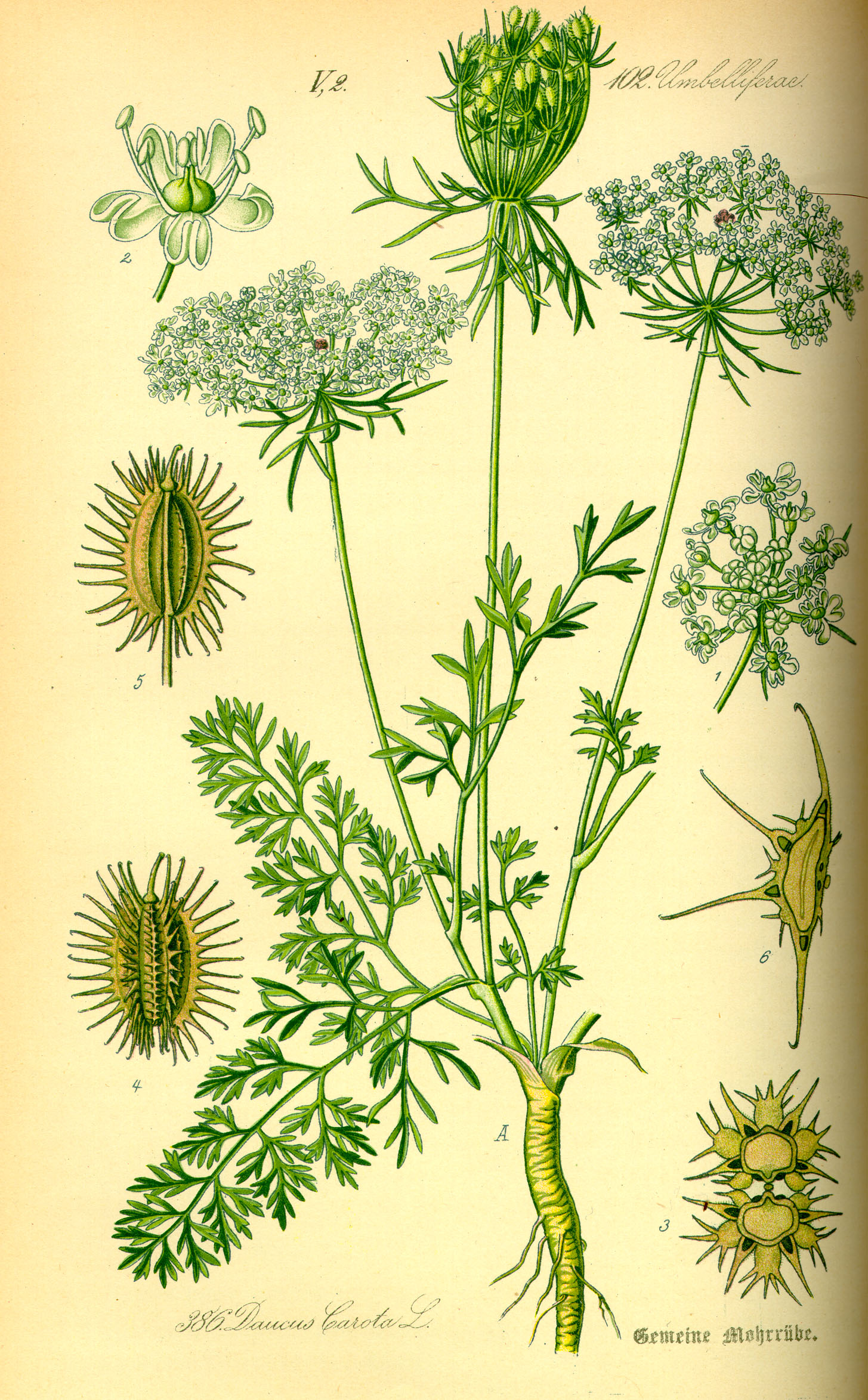
Marchew zwyczajna – jeden z 70 gatunków selerowatych

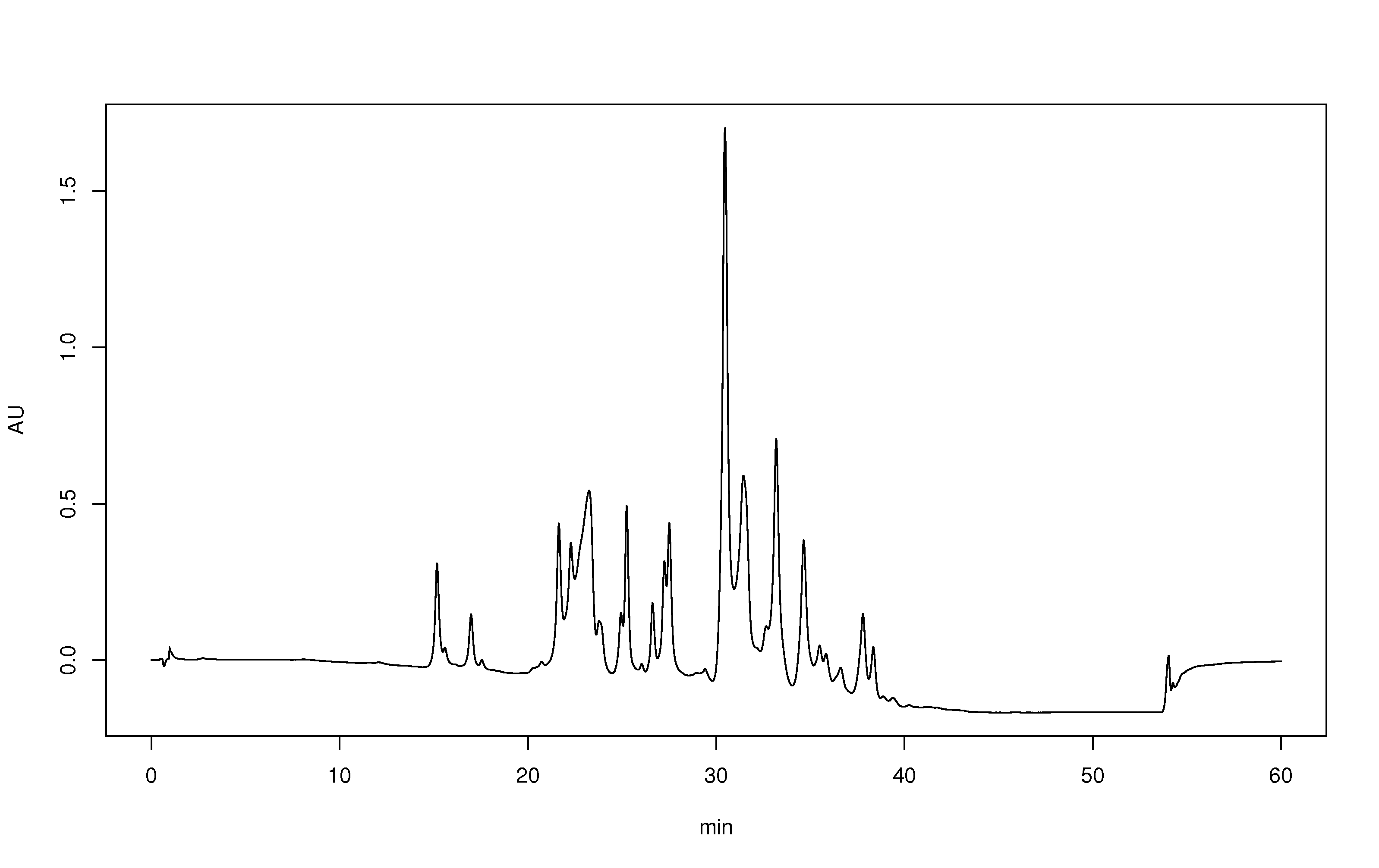
Przykład chromatogramu cieczowego mieszaniny związków chemicznych

Psoralen – toksyczny składnik lubczyka ogrodowego lub ruty, jedna z furanokumaryn

W ramach pracy habilitacyjnej Kazimierz Głowniak zajmował się badaniami kumaryn – m.in. koncentracją furanokumaryn w poszczególnych organach roślin, zmiennością tych zawartości w okresie wegetacji, ich zależnością od odmian i form tego samego gatunku i wpływu środowiska (np.  strefy geograficznej). W kolejnych latach kilka zespołów zespół kierowanych przez Kazimierza Głowniaka badało lokalizację i koncentrację furanokumaryn i olejków eterycznych w roślinach rodziny selerowatych i rutowatych. Zakres badań obejmował oceny aktywności biologicznej wyizolowanych mieszanin związków oraz składników tych mieszanin (określanie możliwości ich wykorzystania w lecznictwie, jako antyoksydantów, fitohormonów i cytostatyków). Opracowywano metody rozdzielania mieszanin w skali preparatywnej i półprzemysłowej. Badano możliwości stosowania stymulatorów biosyntezy pożądanych metabolitów wtórnych. Część prac badawczych jest wykonywana we współpracy z innymi jednostkami krajowymi i zagranicznymi, np. tematy:
- Znaczenie i użytkowanie grzybów trujących, w tym halucynogennych, rosnących na terenie Polski i krajów ościennych (z Pracownią Grzybów Uprawnych Instytutu Warzywnictwa w Skierniewicach),
- Biotechnological methods used for the production of secondary metabolites in selected medicinal plant species (z partnerem austriackim),
- Extraction and isolation of biologically active compounds (coumarins and phenolic acids) from medicinal plants growing in Greece and in Poland (z partnerem greckim).

## Publikacje
Kazimierz Głowniak jest autorem ponad 140. publikacji naukowych w renomowanych czasopismach, współautorem 6. monografii, autorem haseł w międzynarodowych encyklopediach chromatograficznych. Wydał 4 skrypty z zakresu ćwiczeń laboratoryjnych z fitochemii i farmakognozji.
W latach 2010–2012 opublikował m.in. artykuły (współautorstwo):
- 2012 – The influance of phenolic compound isolated from Mutellina purpurea on doxorubicine induced oxydative stress in rat's cardiomyocytes,
- 2012 – Preparat kosmetyczny o właściwościach antyoksydacyjnych,
- 2012 – Phenolic acids content, antioxidant and antimicrobial activity of Ligusticum mutellina L.,
- 2012 – Meta-analysis of essential oils from 6 Ligusticum species,
- 2012 – Chemical analysis of Penstemon campanulatus (Cav.) Willd. – Antimicrobial activities,
- 2011 – Penstemon – a short characteristic of the genus with a special consideration of its chemical composition and a role in ethnomedicine,
- 2011 – Identyfikacja wybranych kumaryn w ekstraktach Mutellina purpurea L. za pomocą techniki HPLC-DAD,
- 2011 – Identification of the coumarin compounds in the Mutellina purpurea extracts,
- 2011 – Chemical composition of the Ligusticum mutellina flowers essential oil obtained in Deryng and Clevenger apparatus and by use of SPME,
- 2010 – Two novel bisbenzylisoquinoline alkaloids from Berberis sibirica Pall.,
- 2010 – Influence of the preliminary sample preparation on the tannins content in the extracts obtained from Mutellina purpurea Poir.

## Odznaczenia i wyróżnienia
Odznaczenia i wyróżnienia:
- 1986 – Złoty Krzyż Zasługi,
- 1996 – Odznaka „Za wzorową pracę w służbie zdrowia”,
- 1997 – Krzyż Kawalerski Orderu Odrodzenia Polski[4],
- 2014 – Kawaler Zakonu Rycerskiego Grobu Bożego w Jerozolimie[5].

Medale:
- Komisji Edukacji Narodowej,
- Zasłużony dla Akademii Medycznej w Lublinie,
- Zasłużony dla Wydziału Farmaceutycznego Akademii Medycznej w Lublinie,
- im. Ignacego Łukasiewicza Zasłużony dla Farmacji (2002),
- Arcybiskupa Józefa Życińskiego – Lumen Mundi (2002),
- im. Prof. Andrzeja Waksmundzkiego za wybitne osiągnięcia naukowe w dziedzinie chromatografii, nadawany przez Komitet Chemii Analitycznej PAN (2007)[6]